# 2009年欧洲冠军联赛决赛
2009年欧洲冠军联赛决赛於2009年5月27日在意大利首都羅馬的奧林匹克體育場举行，為2008/09赛季欧洲冠军联赛決出冠軍隊伍。這是歐洲聯賽冠軍盃（含前身歐洲盃）第三次由英格蘭及西班牙的球隊爭奪歐洲冠軍：第一次是1980/81賽季歐洲冠軍杯，利物浦在決賽以1比0擊敗皇家馬德里；第二次是2005/06賽季欧洲冠军联赛，巴塞隆拿在決賽以2比1擊敗阿仙奴，巧合的是該兩場決賽同樣是法國首都巴黎舉行。
上屆冠軍曼聯連續兩年晉身歐聯決賽，是自1997年的祖雲達斯之後首支衛冕冠軍晉身決賽。結果曼聯衛冕失敗，於決賽0：2淨負於巴塞隆拿。

## 背景
這場決賽是曼聯與巴塞隆拿之間歷來第十次在歐洲賽對碰，之前分別3次在歐洲盃賽冠軍盃及6次在歐洲聯賽冠軍盃曾經對賽過。在九次對賽當中，曼聯取得3場勝利，而巴塞隆拿只取得2場勝利其餘四場對賽皆為和局，雙方歷來對賽中最重要的比賽莫過於1991年歐洲盃賽冠軍盃決賽，曼聯在飛燕諾球場以2比1擊敗巴塞隆拿首次奪標，而為曼聯攻入兩個入球正是曾經於1986-88年效力巴塞隆拿的威爾斯射手－馬克曉士。
兩隊首次在歐洲賽對戰在1983/84年歐洲盃賽冠軍盃半準決賽階段，雖然巴塞隆拿首回合在主場以2比0擊敗對手，但曼聯在次回合以3比0反勝對手出線準決賽，這個比數是曼聯主場戰勝巴塞隆拿的最大勝利，而巴塞隆拿主場戰勝曼聯的最大勝利出現於1994/95年歐洲聯賽冠軍盃分組賽，當時巴塞隆拿以4比0擊敗大勝曼聯分組賽總積分相同，後者以得失球差壓倒對手以小組次名出線淘汰賽階段。1998/99年歐洲聯賽冠軍盃分組賽，曼聯與巴塞隆拿再一次被編入同一組，同組對手包括德國勁旅拜仁慕尼黑，雙方在兩場分組賽賽事同樣以3比3賽和，最終曼聯在分組賽的總積分壓倒巴塞隆拿出線淘汰賽，及後曼聯在淘汰賽階段先後擊敗國際米蘭及祖雲達斯兩支意大利勁旅，接著在巴塞隆拿的主場魯營球場上演一場絕地反擊的經典決賽，曼聯在臨完場落後一球之下，補時階段連入兩球奇蹟奪得冠軍並且成為三冠王。

## 決賽之路

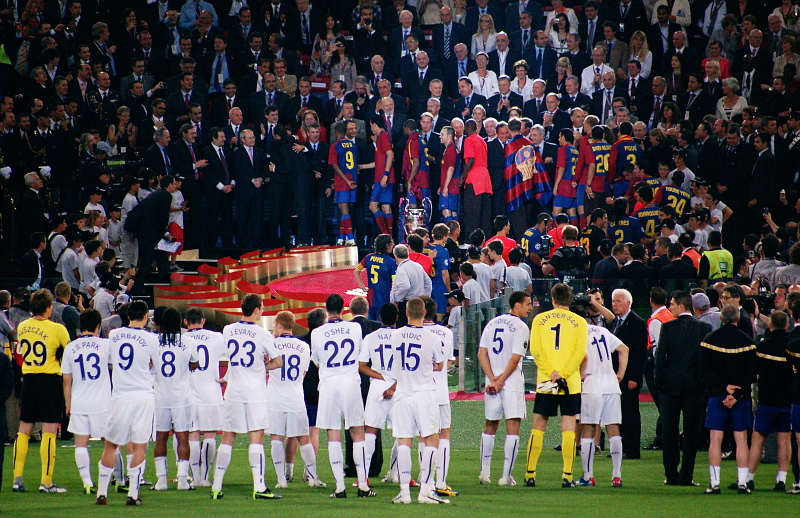
一步之遥

### 巴塞罗那
2007年至2008年西班牙甲組聯賽，巴塞罗那只能屈居皇家馬德里及維拉利爾獲得聯賽第三名，是由2002/03年賽季後首次跌出聯賽首兩名。由於根據歐洲足聯積分排名西甲聯賽冠亞軍可以直接晉身歐聯分組賽階段，季軍則需要參加第三圈預選賽階段賽
，因此巴塞罗那6年來首次參加第三圈預選賽 ，並會遇上波蘭聯賽冠軍－維斯瓦克拉科夫，首回合在魯營球場以4比0大勝對手；次回合作客波蘭以1球落敗，總成績仍以4比1出線分組賽階段。在分組賽階段的23支參賽球隊中，巴塞隆拿的UEFA評分為117.837分，成為第一種子的8支球隊之一，經過抽籤後巴塞罗那與瑞士的巴素利、烏克蘭的薩克達及葡萄牙的士砵亭處於同一小組。
巴塞罗那在分組賽賽事完全盡顯一支勁旅的實力，代表作包括先後作客巴素利及士砵亭分別大勝5比0及5比2，賽完第5輪分組賽賽事後已經獲得出線16強淘汰賽資格，巴塞罗那在最後一輪分組賽賽事派出全副選陣容以2比3不敗薩克達。總結巴塞罗那在6場分組賽賽事取得共18球，成為分組賽階段攻擊力最強的球隊，亦創了自2002/03年改制後分組賽最多入球的紀錄巴塞罗那以小組首名出線，根據賽制無須在16強階段遇上小組次名以及同國球隊，包括拜仁慕尼黑、曼聯、利物浦。 最終巴塞罗那在被抽中與法國7屆聯賽冠軍里昂爭入8強。
在首回合作客里昂，開賽7分鐘里昂由P·祖連奴一個自由球為主隊先開紀錄，巴塞罗那直到上半場67分鐘由蒂埃里·亨利追回1比1，這個入球不但賽和對手並且獲得作客入球優惠回到魯營球場。次回合巴塞罗那回到主場開賽迅速採取攻勢，蒂埃里·亨利、美斯及伊度奧在上半場合共攻入4球，上半場早段里昂連入兩球，為球隊出線重現希望，不過巴塞罗那在臨完場由施度·基達再入一球，最終巴塞隆拿大勝里昂5比2，總比數以6比3成功晉身半準決賽階段。
在半準決賽階段，巴塞罗那遇上2001年歐聯冠軍－德國勁旅拜仁慕尼黑，拜仁慕尼黑在16強階段總比數以12比1淘汰士砵亭，打破歐冠盃淘汰賽階段總比數最大差距紀錄。巴塞罗那首回合主場迎戰拜仁慕尼黑，開賽早段由美斯及伊度奧領先2球，及後在上半場末段由美斯及蒂埃里·亨利拋離至4比0，最終該比數維持至完場，巴塞罗那輕鬆擊敗對手。接著次回合作客慕尼黑，主隊拜仁慕尼黑由列貝利於47分鐘首開紀錄，不過首回合落後4球令拜仁慕尼黑難以追回，由於沒有取得作客入球，因此必須在餘下時間攻入4球才可以出線，直到73分鐘巴塞罗那由基達追回1比1，最終巴塞罗那總比數5比1擊敗拜仁慕尼黑晉身準決賽階段。
巴塞罗那在準決賽迎戰的對手是兩支英超球隊利物浦及車路士其中之一。車路士在首回合作客以3比1擊敗利物浦，車路士回到主場一度被利物浦連入兩球，之後車路士連入三球反超前，但利物浦在比賽後段再攻入兩球，最後車路士由林柏特為主隊射成4比4，總比數以7比5出線準決賽迎戰巴塞隆拿。準決賽首回合在魯營球場進行。尽管巴塞罗那掌控了大部分的控球权，但切尔西藉着裁判誤判及卓有成效的防守成功抵挡住了巴塞罗那的进攻，最终双方战成0-0，切尔西也成为了本赛季第一支没有在魯營球場失球的球队。
第二回合的比赛里，巴塞罗那在开场不久就被攻破球门。兰帕德的传球被挡出禁区之外，埃辛左脚大力抽射，球击中横梁后入网，巴塞罗那的守门员巴尔德斯对此毫无办法。在接下来的时间里，和首回合一样，巴塞罗那掌控了大部分的控球权。尽管如此，切尔西还是创造了多次有威胁的进攻。阿尔维斯领到了一张黄牌，这是他在淘汰赛阶段的第三张黄牌，根据规则他不能参加巴塞罗那的下一场欧联比赛。阿内尔卡假摔让阿比达尔领到了红牌，令落後的巴塞少打一人。切爾西的的攻勢在對方少打一人的情況下更加凌厲，多次在巴賽禁區內製造險情，但是都沒有再為切爾西添分。本場裁判下半场的补时为4分钟。似乎切尔西已经进入了决赛，但在第93分钟，梅西传球到禁区边缘，伊涅斯塔射门，切赫没能碰到皮球。巴塞罗那凭借着这个客场入球进入了决赛。本場裁判赫寧作出多次爭議判決，除了阿比達爾的紅牌之外，還有比賽25分鐘時馬盧達在禁區被阿爾維斯犯規，赫寧卻判決是禁區外自由球、26分鐘時德羅巴在禁區被身後的阿比達爾拉倒沒有任何表示、56分鐘時德羅巴再次突入禁區被亞亞圖雷從身後放倒赫寧依舊沒有表示、81分鐘皮克禁區內張開雙手的明顯手球赫寧依舊沒表示、96分鐘巴拉克射門被高舉雙手的埃托奧擋出，也沒有判罰點球。
2018年，裁判赫寧承認自己在本場比賽犯下的錯誤判決。

### 曼聯
上屆冠軍盟主曼聯，在分組賽進行衛冕。曼聯是頭八名的種子球隊，这意味着曼联不会在小组赛里遇到巴塞罗那、国际米兰和皇家马德里这些前欧联冠军，但有可能遇到拜仁慕尼黑或者罗马。
兩場勝利（作客對阿爾堡及主場擊敗些路迪）及四場平手足以使曼聯出線，在最後一輪同組的些路迪擊敗維拉里爾，曼聯從而取得分組冠軍晉身第三圈。 在第二圈球隊可以避免面對分組冠軍羅馬、巴塞隆拿、拜仁慕尼黑、波圖及祖雲達斯，但是曼联的对手有可能是国际米兰、里昂或者皇家马德里。最后曼联和穆里尼奥的国际米兰相遇。由于曼联是小组第一，国际米兰是小组第二，所以双方第二回合的比赛在曼联的主场进行。
在首回合的比赛里，曼联和国际米兰战成0-0。这场平局之后，曼联在欧洲冠军联赛里连续保持20场不败，打破了阿贾克斯保持了13年的连续19场不败的记录。 没能在客场进球意味着曼联必须尽量避免国际米兰在老特拉福德进球。开场第4分钟，维迪奇头球为曼联建功。尽管伊布拉希莫维奇头球击中横梁，但国际米兰似乎难以取得进球。克里斯蒂亚诺·罗纳尔多在下半时第4分钟的进球最终为曼联锁定胜局。
八強曼聯抽到與波圖對決，兩隊曾經在2003–04年度分組賽對戰。勝出的一分可與阿仙奴或維拉里爾勝方交手。第一輪比賽在奧脫福進行，波圖在开场第4分钟射進了一球，給予曼聯壓力。10分钟后，鲁尼打入一球，为曼联扳平比分。在第85分钟，特维斯的进球让曼联领先。但仅过了一分钟，曼联的后防出现了失误，波尔图抓住这个机会打入一球，将比分锁定为2-2。曼聯需要在葡萄牙作客時勝出或打和2-2或以上戰果才有機會出線。开场仅6分钟，克里斯蒂亚诺·罗纳尔多在40码外远射得分。在接下来的时间里，双方都没能取得进球。曼联也成为了第一支在波尔图的主场赢球的英国球队。
阿森纳在客场以1-1战平维拉里尔，在主场酋长球场以3-0获胜，在半决赛里和曼联相遇。首回合比赛在老特拉福德举行。鲁尼、特维斯和克里斯蒂亚诺·罗纳尔多在开场不久都获得不错的得分机会，但没能进球。接着曼联获得角球。角球传中后，阿森纳未能解围，卡里克得球后往底线一扣接着传中，球被阿森纳的球员碰到之后反弹到奥谢的面前，奥谢一脚射门将球打进。在接下来的时间里，曼联创造了多次进球的机会，阿森纳也获得了一些机会，但双方均未能把握。最后比分锁定为1-0，曼联带着胜利前往伦敦。在那里只要不输球，曼联就将成为继1997年的尤文图斯之后又一支进入欧洲冠军联赛决赛的卫冕冠军。阿森纳希望在第二回合的主场里击败曼联，但这个希望在开场11分钟内就被朴智星和克里斯蒂亚诺·罗纳尔多破坏了。在第8分钟，基兰·基比斯在禁区内滑倒，朴智星抓住机会射门得分。3分钟后，克里斯蒂亚诺·罗纳尔多在41码处的大力任意球射门破网得分。阿森纳必须至少打入曼联4球才能晋级。但打入下一个进球的还是曼联的球员。阿森纳在前场丢球，曼联队抓住机会快速反击15秒内由克里斯蒂亚诺·罗纳尔多得分。15分钟后，弗莱彻在禁区内对法布雷加斯的犯规不但让阿森纳获得点球机会，也让自己领到了红牌。但录像显示弗莱彻是先碰到球的。范佩西打入了这个点球，不過這不足以阻止曼聯晉身決賽。

### 晉級過程
以下是兩支隊伍進入決賽的過程：
| 球隊     | 賽 | 勝 | 平 | 負 | 進球 | 失球 | 淨勝球 | 積分 |
| -------- | -- | -- | -- | -- | ---- | ---- | ------ | ---- |
| 巴塞隆拿 | 6  | 4  | 1  | 1  | 18   | 8    | +10    | 13   |
| 士砵亭   | 6  | 4  | 0  | 2  | 8    | 8    | 0      | 12   |
| 薩克達   | 6  | 3  | 0  | 3  | 11   | 7    | +7     | 9    |
| 巴素利   | 6  | 0  | 1  | 5  | 2    | 16   | −14    | 1    |

| 球隊     | 賽 | 勝 | 平 | 負 | 進球 | 失球 | 淨勝球 | 積分 |
| -------- | -- | -- | -- | -- | ---- | ---- | ------ | ---- |
| 曼聯     | 6  | 2  | 4  | 0  | 9    | 3    | +6     | 10   |
| 維拉利爾 | 6  | 2  | 3  | 1  | 9    | 7    | +2     | 9    |
| 阿爾堡   | 6  | 1  | 3  | 2  | 9    | 14   | −5     | 6    |
| 些路迪   | 6  | 1  | 2  | 3  | 4    | 7    | −3     | 5    |

## 比賽場地
本場比賽在意大利首都羅馬的羅馬奧林匹克體育場舉行，這個體育場是意甲球會羅馬和拉素的主場球場，羅馬奧林匹克體育場為了1960年夏季奧林匹克運動會而興建，於1953年5月17日落成啟用，可容納72,698名觀眾。這裡也曾舉行過1987年世界田徑錦標賽，之後為了1990年世界盃足球賽進行了改建，增加了橢圓形半透明的頂篷。
奧林匹克體育場還是歐洲足聯五星級足球場，多次舉辦過歐洲足聯各項賽事的決賽，之前已經第四次舉辦歐洲聯賽冠軍盃（含前身歐洲盃）決賽，分別為1977年、1984年及1996年。

## 赛事数据
| 2009-05-27 20:45 （CEST，UTC+2） |

| 巴塞隆拿    | 2–0  | 曼聯 |
| ----------- | ---- | ---- |
| - 10' - 70' | 報告 |      |

| 羅馬，羅馬奧林匹克體育場 觀眾人數：72,467 ：马西莫-布萨卡（瑞士） |

| 巴塞罗那 | 曼联 |

| 巴塞罗那: |    |          |     |       |
|           |    |          |     |       |
| 守门员    | 1  | 西班牙   |     |       |
| 后卫      | 5  | 西班牙   |     |       |
| 后卫      | 24 | 科特迪瓦 |     |       |
| 后卫      | 3  | 西班牙   | 16' |       |
| 后卫      | 16 | 巴西     |     |       |
| 中场      | 28 | 西班牙   |     |       |
| 中场      | 6  | 西班牙   |     |       |
| 中场      | 8  | 西班牙   |     | 90+2' |
| 边锋      | 10 | 阿根廷   |     |       |
| 边锋      | 14 | 法國     |     | 72'   |
| 前锋      | 9  | 喀麦隆   |     |       |
| 替补:     |    |          |     |       |
| 守门员    | 13 | 西班牙   |     |       |
| 后卫      | 2  | 乌拉圭   |     |       |
| 后卫      | 46 | 西班牙   |     |       |
| 中场      | 15 | 马里     |     | 72'   |
| 前锋      | 7  | 冰岛     |     |       |
| 前锋      | 11 | 西班牙   |     |       |
| 前锋      | 27 | 西班牙   |     | 90+2' |
| 教练:     |    |          |     |       |
| 瓜迪奧拉  |    |          |     |       |

| 曼联:      |    |          |       |     |
|            |    |          |       |     |
| 守门员     | 1  | 范德薩   |       |     |
| 后卫       | 22 | 奧謝     |       |     |
| 后卫       | 5  | 英格兰   |       |     |
| 后卫       | 15 | 維迪奇   | 90+3' |     |
| 后卫       | 3  | 法國     |       |     |
| 中场       | 8  | 安德森   |       | 46' |
| 中场       | 16 | 卡里克   |       |     |
| 中场       | 11 | 吉格斯   |       | 75' |
| 中场       | 13 | 朴智星   |       | 66' |
| 中场       | 10 | 魯尼     |       |     |
| 前锋       | 7  | 葡萄牙   | 78'   |     |
| 替补:      |    |          |       |     |
| 守门员     | 29 | 庫什察克 |       |     |
| 后卫       | 21 | 巴西     |       |     |
| 后卫       | 23 | 埃文斯   |       |     |
| 中场       | 17 | 納尼     |       |     |
| 中场       | 18 | 斯科爾斯 | 81'   | 75' |
| 前锋       | 9  | 保加利亚 |       | 66' |
| 前锋       | 32 | 阿根廷   |       | 46' |
| 教练:      |    |          |       |     |
| 弗格森爵士 |    |          |       |     |

| 欧洲足联本场最佳球员: 哈维·埃尔南德斯 球迷评选本场最佳球员: 利昂内尔·梅西 |

### 技术统计
上半场
|            | 巴塞罗那 | 曼联 |
| ---------- | -------- | ---- |
| 进球       | 1        | 0    |
| 射门       | 4        | 8    |
| 射正       | 1        | 1    |
| 控球时间比 | 54%      | 46%  |
| 角球       | 3        | 2    |
| 犯规       | 3        | 3    |
| 越位       | 0        | 2    |
| 黄牌       | 1        | 0    |
| 红牌       | 0        | 0    |

下半场
|            | 巴塞罗那 | 曼联 |
| ---------- | -------- | ---- |
| 进球       | 1        | 0    |
| 射门       | 7        | 4    |
| 射正       | 7        | 1    |
| 控球时间比 | 48%      | 52%  |
| 角球       | 1        | 5    |
| 犯规       | 4        | 7    |
| 越位       | 2        | 3    |
| 黄牌       | 0        | 3    |
| 红牌       | 0        | 0    |

全场
|            | 巴塞罗那 | 曼联 |
| ---------- | -------- | ---- |
| 进球       | 2        | 0    |
| 射门       | 11       | 12   |
| 射正       | 8        | 2    |
| 控球时间比 | 51%      | 49%  |
| 角球       | 4        | 7    |
| 犯规       | 7        | 10   |
| 越位       | 2        | 5    |
| 黄牌       | 1        | 3    |
| 红牌       | 0        | 0    |

- UEFA比赛报告（英文）（页面存档备份，存于）
- UEFA技术统计（英文）（页面存档备份，存于）